# Buellia asterella
Buellia asterella är en lavart som beskrevs av Poelt & Sulzer. Buellia asterella ingår i släktet Buellia och familjen Physciaceae.   Inga underarter finns listade i Catalogue of Life.